# デヒンガ
デヒンガ（満洲語: ᡩᡝᡥᡞᠩᡤᠠ　転写：dehingga、徳興阿、? - 1867年）は清朝の軍人。
満州正黄旗人。チャオギャ氏（ciaogiya hala、喬佳氏）。黒竜江チチハル出身。黒竜江の守りについていたが、1852年に黒竜江兵を率いてキシャン（琦善）の指揮のもと、太平天国軍と戦う。1853年、揚州を攻めて、三汊河の戦いで太平天国軍を破り、副都統に昇進した。1856年、江北大営が太平天国軍に撃破されるとトミンガ（托明阿）に代わって欽差大臣に任命された。デヒンガは揚州を回復し、江北大営の守将となった。1857年11月には、4年の間太平天国軍が守っていた瓜洲鎮を陥落させ守将の陳磊を斬る功績をあげた。1858年、太平天国軍の陳玉成が安徽省から攻め上ってくると、敗北して六合に退いた。さらに陳玉成は江北を席巻し、ついに揚州は陥落した。デヒンガは両江総督何桂清と欽差大臣和春（ホチュン）の弾劾を受け、1859年に解任された。北京に召喚された後はホルチン親王センゲリンチンの幕下に入った。1865年になると、漢軍正紅旗副都統に任じられ、新疆で軍務についた。しかし1866年、母の死で郷里に戻ると、そのまま亡くなった。朝廷からは威恪の諡号が贈られた。